# 池田市立北豊島小学校
池田市立北豊島小学校（いけだしりつ きたてしましょうがっこう）は、大阪府池田市にある市立小学校である。

## 概要
施設分離型の小中一貫校「きたてしま学園」（池田市立北豊島小学校・神田小学校・北豊島中学校）を構成する一校であり、池田市立北豊島中学校と小中一貫教育を実施している。

## 教育方針
人権を尊重し、人間性豊かで意欲に満ちた子どもを育てる。

## 通学区域
北豊島小学校の通学区域は以下。
- 池田市
  - 八王寺2丁目、天神1丁目、2丁目
  - 住吉１丁目2 - 5番、14 - 19番
  - 住吉2丁目1 - 3番、14番
  - 豊島南1丁目、2丁目
  - 豊島北1丁目、2丁目
  - 荘園1丁目、2丁目

## 進学先中学校
- 池田市立北豊島中学校

## 交通
- 阪急電鉄宝塚線石橋阪大前駅より徒歩16分（1300ｍ）
- 阪急バス北今在家バス停より徒歩4分（約300m）

## 著名な卒業生
- 岡崎愛子（車椅子アーチェリー選手）